# Dörgicse
Dörgicse là một thị trấn thuộc hạt Veszprém, Hungary. Thị trấn này có diện tích 19,12 km², dân số năm 2010 là 256 người, mật độ 13 người/km².